# Esta Es Sonia Silvestre
Esta Es... Sonia Silvestre es el primer álbum grabado de la cantante dominicana Sonia Silvestre. Fue lanzado al mercado en 1973.
Los temas que contiene es LP son:
Lado A (Qué será de ti - Si pienso en nuestras canciones - Domingo de noche - Déjame mostrarte mi alma - Así tan sencillamente - Dile adiós a la tristeza)
Lado B: Abrázame fuerte mi amor - El último adiós - Dónde podré gritarte que te quiero - Estábamos juntos - Volvamos a comenzar - La señora y el señor)
Esta producción fue remasterizada y relanzada en 1999, incluyendo canciones de otros LP.

## Lista de canciones
| N.º | Título                               | Escritor(es)                    | Duración |  |
| 1.  | «Qué será de ti»                     | Antonio Marcos                  | 4:06     |  |
| 2.  | «Abrázame fuerte mi amor»            | R. Mochulskue - Armando Patrono | 3:07     |  |
| 3.  | «Porque llora la tarde»              | Gabino Correa                   | 3:54     |  |
| 4.  | «Tengo la noche lista para ti»       | Armando Patrono                 | 3:54     |  |
| 5.  | «En un jardín florido»               | Desconocido                     | 3:09     |  |
| 6.  | «Donde podre gritarte que te quiero» | Leonor Porcella de Brea         | 3:32     |  |
| 7.  | «Esta es la primera vez»             | Gabino Correa y Armando Patrono | 3:22     |  |
| 8.  | «Domingo de noche»                   | S. Scandolara - C. Castellari   | 4:17     |  |
| 9.  | «Es mi vida»                         | Salvatore Adamo                 | 4:59     |  |
| 10. | «Mi tercer amor»                     | Mary Trini                      | 4:26     |  |
| 11. | «Que suerte he tenido de nacer»      | Alberto Cortés                  | 4:58     |  |
| 12. | «Si pienso en nuestras canciones»    | Bigazzi - Savio                 | 3:05     |  |
| 13. | «Tu serás mi compañero»              | Laureano Brizuela               | 4:14     |  |
| 14. | «Viviré pensando en ti»              | King Klave                      | 3:30     |  |
| 15. | «Adagio de mi país»                  | Alfredo Zitarrosa               | 4:35     |  |

- Datos: Q5656464